# Йенишпарк
Парк Йениша, или Йенишпарк (нем. Jenischpark) — ландшафтный парк площадью 42 га в гамбургском районе Альтона. Находится на песчаном хребте (Geest) около Эльбы недалеко от паромной переправы Тойфельсбрюк. На парковой территории расположены три музея: Йениш-Хауз, Музей Эрнста Барлаха и Музей Эдуарда Баргеера.
Земли площадью около 260 га, включая территории сегодняшнего парка, были приобретены Каспаром Фохтом (Caspar Voght, 1752—1839) в период с 1785 по 1805 год за 45 600 марок. В то время это были в основном необитаемые земли, ранее использовавшиеся для сельского хозяйства. Фохт, совместно с ландшафтным архитектором Джеймсом Бутом (James Booth, 1770—1814), спланировал обширный «идеальный ландшафт»: они спроектировали модельную усадьбу в виде живописной «сельской фермы». Результатом стал парковый пейзаж, сочетавший сельскохозяйственные территории, хозяйственный постройки, лесные массивы и отдельные группы деревьев.
Мартин Иоганн Йениш (1793—1857), ставший владельцем «фермы» в 1828 году, прекратил сельскохозяйственное использование территории и поручил перепроектирование парка садовнику Иоганну Генриху Олендорфу. В тот период была создана сеть дорожек, сохранившаяся и в XXI веке, были построены оранжереи для пальм, орхидей и кактусов, а также — добавлены несколько садов и возведены новые ворота. В ходе реконструкции Йениш также построил новый особняк, названный в его честь — Йениш-Хауз. В 1927 году наследники Йениша планировали разделить парк и продать его по частям: чтобы предотвратить это, парк был арендован городом Альтоной и открыт для публики.